# Animanazo
El Animanazo fue una insurrección popular que tuvo su epicentro en la localidad de Animaná, provincia de Salta, Argentina, iniciada en la noche del 18 de julio de 1972. Formó parte de una serie de puebladas en Argentina entre 1969 y 1972 contra la dictadura gobernante autodenominada "Revolución Argentina",  todas denominadas con el sufijo "azo".

## Los hechos
El conflicto se originó en la falta de pago durante varios meses de los salarios de los obreros vitivinícolas de Bodegas Animaná, de la que vivía la mayor parte del pueblo. Esa noche la población se reunió en asamblea y decidió ocupar la bodega para exigir su expropiación y ocupó la Municipalidad, eligiendo como intendente al sindicalista Inocencio Ramírez.
Al día siguiente la población instaló una barrera en la Ruta Nacional 40, para cobrar un “impuesto de paso” destinado a la compra de alimentos para las familias pobres del pueblo y para sostener la insurrección. La dictadura no reprimió de inmediato la pueblada y abrió negociaciones con la población. Mientras las conversaciones se desarrollaban, fueron detenidos los líderes del movimiento, los sindicalistas Inocencio Ramírez y Pablo Ríos.
El hecho generó una nueva insurrección popular el 9 de agosto en el que toda la población se declaró corresponsable de los hechos, cerró todos los establecimientos y comercios y marchó hacia Cafayate, encabezados por el secretario general de la CGT y el abogado Julio Mera Figueroa, para exigir la libertad de los detenidos, lo que lograron al día siguiente.

## Fuego en Animaná
Inspirados en el Animanazo, Armando Tejada Gómez y César Isella compusieron por entonces la canción "Fuego en Animaná", cuya primera grabación fue interpretada por Isella y Los Trovadores en el álbum A José Pedroni, editado ese mismo año. Los hechos han sido recogidos también en el documental Donde hubo fuego (2016) de Santiago Álvarez, Carlos Muller y Ricardo Bima.